# Tennis al X Festival olimpico estivo della gioventù europea
Le competizioni di tennis al X Festival olimpico estivo della gioventù europea si sono svolte dal 19 al 24 luglio 2009 a Tampere, in Finlandia

## Podi

### Ragazzi
| Evento             | Oro                             | Argento                      | Bronzo                                     |
| Singolare maschile | Adam Pavlásek                   | Julien Cagnina               | Christian Perinti                          |
| Doppio maschile    | Michele Palma Christian Perinti | Marek Jaloviec Adam Pavlásek | Hans Lindenberg Stentoft Mikael Torpegaard |

### Ragazze
| Evento              | Oro                            | Argento                        | Bronzo                   |
| Singolare femminile | An-Sophie Mestach              | Malin Ulvefeldt                | Ilona Kremen             |
| Doppio femminile    | Elke Lemmens An-Sophie Mestach | Darya Chernetsova Ilona Kremen | Mégane Bianco Gaëlle Rey |